# 秋田市立金足東小学校
秋田市立金足東小学校（あきたしりつ かなあしひがししょうがっこう）は、秋田県秋田市金足にあった公立小学校。学校区は、秋田市北部、おおむね、県道41号線東部、馬踏川近辺となっていた。  

## 概要
1875年創設の伝統校。金足東部を学区としていた。ほとんどの生徒が、秋田市立秋田北中学校に進学していた。秋田市立下新城小学校に吸収され廃校となる。2022年現在、校舎は、油谷これくしょんとしてレトロ博物館になっている。
- 敷地面積：  m2
- 校舎面積： m2
- 屋内運動場面積：m2
- 屋外運動場面積:     m2

## 教育目標
- 未来を切り開く子供の育成
  - 明るい子
  - 賢い子
  - 元気な子

## 沿革
以下、注釈の無い項目は学校の公式サイトの情報によるもの。
- 1875年　吉田村に吉田学校設立
- 1883年　片田村山崎に移転し高岡尋常小学校吉田分校と改称
- 1889年　片田簡易小学校と改称
- 1882年　高岡尋常小学校岩瀬分校と改称
- 1892年 　片田字待入に移転増築
- 1894年　片田尋常小学校と改称
- 1895年　高等科併置・片田尋常高等小学校と改称
- 1907年　片田字刈又に移転増築
- 1908年　金足東尋常小学校と改称
- 1933年　施設・経営優秀として文部大臣表彰
- 1941年 金足東国民小学校と改称
- 1947年　金足村立金足東小学校と改称
- 1954年　金足片田字待入109に移転改築工事完工、校歌制定
- 1955年　秋田市立金足東小学校と改称
- 1968年　校旗樹立式を挙行、給水大型タンク完成
- 1969年　校庭に児童遊園地造成、学校畑に梅林造成
- 1971年　黒川簡易水道から分水工事完了
- 1975年　創立100周年記念式典を挙行
- 1986年　 防水大時計・外灯・飼育小屋工事完了
- 1999年　縄文広場にトーテムポール設置、地域とともに「縄文まつりをしよう」実施
- 2002年　縄文広場にストーンサークル設置
- 2004年 斎藤憲三顕彰会研究助成校認定「学校や馬踏川周辺の野草分布の特徴について」　（イーストピア調査隊）、「縄文の家８号」新設。
- 2010年   閉校。

## 校章
- 校章のページを参照。
- 昭和9年度、創立60周年にあたり、当時の職員であった工藤飛雄太郎の発案で制定された。全体の形は、金足の「金」をかたどり、その中心に朝日をかりて「東」を表している。地色の黄金は、稲穂の実りを願ったものである。

## 校歌
- 校歌のページを参照。
- 奈良環之助　作詞、小野崎晋三　作曲

## スポーツ少年団
- 剣道[3]

## 主な進学先
- 秋田市立秋田北中学校

## 最寄駅
- JR追分駅

## アクセス
- キングタクシー 秋田市マイタウン・バス北部線下新城コース　油谷これくしょん前下車